# Vulcan Raven
Vulcan Raven es un personaje de ficción del videojuego Metal Gear Solid.
Se conoce muy poco acerca de este personaje, es uno de los jefes finales del juego Metal Gear Solid. Miembro de FOXHOUND que se encuentra bajo las  órdenes de Liquid Snake, su increíble tamaño, su fuerza y destreza son casi leyenda. De una personalidad profundamente filosófica y de gran corpulencia física. Es experto en todo tipo de armamento pesado y vehículos de combate. Se rumorea que es una especie de Chamán Esquimal capaz de hablar con los cuervos, e incluso posiblemente de ver lo que ellos ven. Además, es licenciado en la universidad de Alaska.
Durante el primer duelo de Vulcan Raven contra Solid Snake, maneja un tanque que es destruido por Solid Snake. Tras este encuentro, decide convertirlo en su presa personal.
En el segundo encuentro, lucha contra Solid Snake empuñando un gran cañón  M61 Vulcan (generalmente montadas en los aviones F-16), capaz de convertir en colador a Solid Snake. Sin embargo, este le derrotó. Tras ser vencido,  Vulcan Raven ordenó a los cuervos que lo devoraran para que su alma subiera a un nivel más alto de compenetración con la naturaleza.
- Datos: Q2249106